# 俄羅斯的德米特里·巴甫羅維奇大公
德米特里·巴甫洛维奇·羅曼諾夫大公（俄語：Дмитрий Павлович Романов，Grand Duke Dmitri Pavlovich Romanov，1891年9月18日—1942年3月5日），俄罗斯帝国沙皇亞歷山大二世之孙，保羅大公的長男。也是沙皇尼古拉二世的堂弟。
當時尼古拉二世的國師，顛僧格里戈里·葉菲莫維奇·拉斯普丁荒淫敗德，擾亂朝政，為了帝俄的安定，德米特里·巴甫洛維奇·羅曼諾夫曾與尤蘇波夫親王、普里什克维奇議員合謀將拉斯普丁暗殺，他們費了一番功夫，讓拉斯普丁喫了毒藥、頭被鈍器擊傷、身負槍傷，都未能讓拉斯普丁死亡，最後黨人們把拉斯普丁溺死。
拉斯普丁死後，德米特里·巴甫洛維奇·羅曼諾夫隨即被發配外方，卻因此倖免於俄國十月革命後對貴族的整肅，留下了性命。1917年，尼古拉二世一家被布尔什维克党员槍殺。他一生都沒有原谅英国国王乔治五世拒绝接受尼古拉二世一家流亡到英国避难的决定。
後來德米特里·巴甫洛維奇·羅曼諾夫旅居西歐各國，曾經在法國生活，並與知名的時裝設計師可可·香奈兒發生一段情。1942年，德米特里·巴甫洛維奇·羅曼諾夫因結核病過世於瑞士答瓦特。
德米特里·巴甫洛維奇·羅曼諾夫之子保羅·季米特里耶維奇·羅曼諾夫斯基-伊林斯基曾任美國佛羅里達州棕櫚灘市長。